# ميناء خليفة
ميناء خليفة: هو أحدث الموانئ الإماراتية في إمارة أبوظبي، تملكه وتديره شركة أبوظبي للموانئ ويمتاز بعمق حوضه الذي يتيح له استقبال أكبر وأضخم السفن العاملة على خطوط الشحن البحري الدولية. يمثل ميناء خليفة البوابة الأوسع للتجارة العابرة من وإلى الإمارة، ويعد الوجهة الوحيدة لعمليات شحن الحاويات بعد نقلها بالكامل من ميناء زايد نهاية شهر ديسمبر 2012. ميناء خليفة يبدأ التشغيل الكامل . 
تبلغ القدرة الاستيعابية لمحطة الحاويات شبه الآلية الأولى في المنطقة والتي يستطيع ميناء خليفة في المرحلة الأولى من خلالها مناولة 2.5 مليون حاوية نمطية وقرابة 12 مليون طن من البضائع العامة والسائبة سنوياً، ومن المتوقع أن تصل الطاقة الاستيعابية القصوى بحلول العام [2030] 15 مليون حاوية نمطية ونحو 35 مليون طن من شحنات البضائع العامة.
استغرق نقل وتحويل عمليات شحن الحاويات من ميناء زايد قرابة ثلاثة أشهر أعلنت شركة أبوظبي للموانئ بعدها الافتتاح الرسمي لميناء خليفة وتفضل صاحب السمو الشيخ خليفة بن زايد بن سلطان آل نهيان رئيس دولة الإمارات العربية المتحدة بحضور حفل الافتتاح يوم الثاني عشر من ديسمبر عام 2012.

## معلومات عن الميناء
تبلغ مساحة جزيرة الميناء حوالي 2.7 كم مربع وخمسة كيلومترات داخل البحر، وتصله باليابسة طريق معبّدة بطول كيلومتر واحد وجسر. تشتمل ساحة الحاويات في الميناء على ست من أكبر الرافعات في العالم لمناولة الحاويات من السفينة إلى الرصيف، و 30 رافعة آلية لتكديس الحاويات، و 20 ناقلة مسطحة لتحريك الحاويات. أما منطقة الميناء على اليابسة فتصل الميناء مع مدينة خليفة الصناعية أبوظبي كيزاد وتضم الهيئات الحكومية ذات العلاقة مثل جمارك أبوظبي، إدارة الجنسية والهجرة محطة شحن الحاويات، ومحطة فرز الحاويات، ساحة التفتيش، والمنشآت الأمنية.
تتيح الإجراءات السريعة المتبعة في محطة الحاويات شبه الآلية في ميناء خليفة قدرة أعلى لاستيعاب عدد أكبر من الحاويات وتقليل الازدحام الناتج عن تزايد وتيرة الأعمال وتعزيز الإنجاز خلال وقت أقل مقارنة بالطرق التقليدية. يتم تكديس الحاويات وتخزينها في الساحة بطريقة آلية وتم دمج بيانات التسليم والتحميل وتتبّع الحاويات مع أنظمة الجمارك لتسهيل اتخاذ القرارات التي من شأنها تعجيل إجراءات التخليص وخروج الحاوية من ساحة الميناء وبالتالي زيادة الإنتاجية.
تساهم البرمجيات والتقنيات اللاسلكية الحديثة المستخدمة في تسهيل حركة الحاويات عبر الميناء كما توفر شبكة الطرق والمواصلات وسائط نقل متعددة تتصل بإمارة أبوظبي ومحيطها. ومن المتوقع أن تتجاوز إنتاجية ميناء خليفة في حجم الحاويات المناولة - كما خطط له - أكثر من مليون حاوية نمطية بنهاية 2013. ومع افتتاح شبكة قطار الاتحاد يتوقع لهذه الإنتاجية أن ترتفع بشكل تلقائي.
كان رئيس مجلس إدارة شركة أبوظبي للموانئ، الدكتور سلطان أحمد الجابر قد أعلن في 24 فبراير 2013 عن رعاية ميناء خليفة الرسمية لفريق العين لكرة القدم خلال دوري أبطال آسيا عام 2013.
حقّق ميناء خليفة مناولة 905,000 حاوية نمطية عام 2013، أي بزيادة قدرها 17 في المئة، ومن المتوقع أن يرتفع إلى نحو 1.1 مليون حاوية نمطية بحلول نهاية عام ليحقق زيادة متوقعة للعام 2014 تصل إلى 22 في المئة من حركة الحاويات في ميناء خليفة مقارنة بالعام 2013.